# 灰背老鹳草
灰背老鹳草（学名：Geranium wlassovianum）是牻牛儿苗科老鹳草属的植物。分布于蒙古、远东、西伯利亚、朝鲜、贝加尔以及中国大陆的内蒙古、山西、山东、东北、河北等地，生长于海拔400米至900米的地区，多生在山地草甸及林缘，目前尚未由人工引种栽培。